# MyIE
MyIE（网际畅游）是一位网名为changyou（畅游）的程序员在1999年左右编写和发布的基于Trident引擎（IE核心）的多页面浏览器。MyIE采用标签式界面，占用资源低于IE6，且具有鼠标手势、视觉化书签等实用功能，因此在发布后广为流传。该软件为免费软件，作者畅游此后还将其开放源代码，源程序采用Visual C++编写。中国浏览器MyIE2（后改名Maxthon，2.x起为重新开发）与GreenBrowser等多页面浏览器早期都是基于MyIE的源代码改进而成的复刻软件。
MyIE拥有灵活的代理服务器切换功能，由于作者畅游曾在其官方网站刊登法轮功相关内容并公布可以用于突破网络审查的代理服务器地址，因此被认为是法轮功的支持者，后来此人不知所踪，MyIE的官方网站也随之关闭。软件最终版本定格在3.2版。